# Emilianópolis (kommun)
Emilianópolis är en kommun i Brasilien.   Den ligger i delstaten São Paulo, i den södra delen av landet, 800 km sydväst om huvudstaden Brasília. Antalet invånare är 3 024.
Följande samhällen finns i Emilianópolis:
- Emilianópolis

Trakten runt Emilianópolis består i huvudsak av gräsmarker. Runt Emilianópolis är det glesbefolkat, med 12 invånare per kvadratkilometer.